# 方光宇

方光宇近照

方光宇（1927年—），安徽芜湖人，中华人民共和国政治人物。

## 生平
方光宇毕业于天津女子师范学院。中华人民共和国成立后，担任国家劳动部劳动科学研究所研究员。曾为第一届、第二届全国政协委员。